# Thomas Andrew Donnellan
Thomas Andrew Donnellan (New York, 24 gennaio 1914 – Atlanta, 15 ottobre 1987) è stato un arcivescovo cattolico statunitense.

## Biografia
Monsignor Thomas Andrew Donnellan nacque nel Bronx, a New York, il 24 gennaio 1914 ed era il maggiore dei due figli di Andrew Donnellan e Margaret (nata Egan).

### Formazione e ministero sacerdotale
Nel 1931 si diplomò presso la Regis High School nel Bronx e nel 1933 entrò nel seminario "San Giuseppe" a Yonkers.
Il 3 giugno 1939 fu ordinato presbitero per l'arcidiocesi di New York da monsignor Francis Joseph Spellman. Nel 1942 conseguì un dottorato in diritto canonico all'Università Cattolica d'America a Washington. In seguito fu vicario parrocchiale della cattedrale di San Patrizio a New York dal 1942 al 1954, segretario del cardinale Francis Joseph Spellman dal 1954 al 1962 e rettore del seminario "San Giuseppe" a Yonkers dal 1962 al 1964.
Nel giugno del 1954 papa Pio XII lo nominò cameriere pontificio con il titolo di monsignore. Nel marzo del 1958 lo stesso pontefice lo promosse al rango di prelato domestico. Nel dicembre del 1962 papa Giovanni XXIII lo elevò al grado di protonotario apostolico.

### Ministero episcopale
Il 28 febbraio 1964 papa Paolo VI lo nominò vescovo di Ogdensburg. Ricevette l'ordinazione episcopale il 9 aprile successivo nella cattedrale di San Patrizio a New York dal cardinale Francis Joseph Spellman, arcivescovo metropolita di New York, co-consacranti il vescovo di Springfield Christopher Joseph Weldon e l'arcivescovo coadiutore di New York John Joseph Maguire. Prese possesso della diocesi il 13 aprile.
Partecipò alla terza e alla quarta sessione del Concilio Vaticano II.
Il 24 maggio 1968 papa Paolo VI lo nominò arcivescovo metropolita di Atlanta. Prese possesso dell'arcidiocesi il 16 luglio successivo.
Durante il suo mandato di 19 anni, Donnellan guidò l'arcidiocesi attraverso un'ampia crescita, con il numero di cattolici che quasi triplicò da 50 000 fedeli nel 1968 a oltre 133 000 alla fine del suo episcopato. Fondò 32 nuove parrocchie.
Come ordinario di un'arcidiocesi del sud del paese, dopo l'assassinio di Martin Luther King Jr., monsignor Donnellan si occupò di molte questioni riguardanti il Movimento per i diritti civili degli afroamericani, in particolare nel gennaio del 1970, quando vietò nuove iscrizioni alle scuole cattoliche dell'arcidiocesi come gesto di sostegno all'integrazione dei sistemi scolastici pubblici locali.
Nel 1984 monsignor Donnellan fu uno dei coautori di Economic Justice For All: Catholic Social Teaching and the US Economy. Questo documento venne presentato in occasione di una riunione della Conferenza dei vescovi cattolici degli Stati Uniti e sollecitava una prospettiva morale nella visione dell'economia dal punto di vista dei poveri della nazione.
Nel 1987 l'arcivescovo Donnellan iniziò a soffrire di problemi di salute a causa di un ictus che lo colpì il 1º maggio e per il quale fu convalescente fino alla sua morte. Morì al St. Joseph's, Hospital di Atlanta il 15 ottobre 1987 all'età di 73 anni. Le esequie si tennero nella cattedrale di Cristo Re ad Atlanta e furono presiedute dal pro-nunzio apostolico Pio Laghi. Vi presero parte oltre 1 000 persone in lutto. È sepolto nell'Arlington Memorial Park di Sandy Springs, in Georgia.

## Genealogia episcopale e successione apostolica
La genealogia episcopale è:
- Cardinale Scipione Rebiba
- Cardinale Giulio Antonio Santori
- Cardinale Girolamo Bernerio, O.P.
- Arcivescovo Galeazzo Sanvitale
- Cardinale Ludovico Ludovisi
- Cardinale Luigi Caetani
- Cardinale Ulderico Carpegna
- Cardinale Paluzzo Paluzzi Altieri degli Albertoni
- Papa Benedetto XIII
- Papa Benedetto XIV
- Papa Clemente XIII
- Cardinale Marcantonio Colonna
- Cardinale Giacinto Sigismondo Gerdil, B.
- Cardinale Giulio Maria della Somaglia
- Cardinale Carlo Odescalchi, S.I.
- Cardinale Costantino Patrizi Naro
- Cardinale Lucido Maria Parocchi
- Papa Pio X
- Papa Benedetto XV
- Papa Pio XII
- Cardinale Francis Joseph Spellman
- Arcivescovo Thomas Andrew Donnellan

La successione apostolica è:
- Vescovo Raymond William Lessard (1973)

## Araldica
| Stemma | Titolare                                       | Descrizione |
|        | Thomas Andrew Donnellan Arcivescovo di Atlanta | Secondo la tradizione araldica ecclesiastica dei paesi anglosassoni, lo stemma del vescovo è impalato con quello della diocesi a simboleggiare la relazione tra l'uomo e l'ufficio che ricopre. A destra vi è lo stemma dell'arcidiocesi, a destra quello dell'arcivescovo. Atlanta è nota come "crocevia del sud", a causa delle ferrovie convergenti che davano alla città un certo risalto. Divenne nel tempo capolinea orientale della ferrovia occidentale che collegava la Georgia settentrionale con il fiume Tennessee. Originariamente chiamata Whitehall, poi Terminus e Marthasville dal 1843, il Parlamento statale acconsentì finalmente ai desideri della ferrovia e accettò il nome di Atlanta nel 1847, dedicando la città all'Oceano Atlantico. Nello stemma dell'arcidiocesi l'oceano Atlantico è rappresentato dalle barre ondulate bianche e blu, l'equivalente araldico delle onde del mare. Le barre sono sette a simboleggiare i Sette Sacramenti. La corona di Cristo Re denota il titolo della chiesa cattedrale, il Re Eterno il cui sacrificio salvifico sulla croce è rinnovato ogni giorno nel santo sacrificio della messa. Sopra la corona è posta la rosa cherokee, il fiore di Stato della Georgia, come si addice a un'arcidiocesi situata nella capitale. La rosa cherokee è un fiore bianco con il centro giallo. La corona di Cristo Re secondariamente rappresenta la corona di re Giorgio II di Gran Bretagna, al cui nome è stata intitolata la Georgia. Le barre ondulate blu e bianche possono anche simboleggiare le colline ondulate dei Monti Blue Ridge ma, cosa più importante, questi sono i colori della Vergine Maria. Lo stemma di monsignor Donnellan consiste in uno scudo diviso in due parti. La parte inferiore rappresenta lo stemma della famiglia Donnellan di Galway. Nella versione originale lo stemma raffigura una quercia su sfondo argento. Il campo è stato cambiato dall'argento all'oro affinché i colori irlandesi potessero prevalere per rendere omaggio a San Patrizio, il titolare della cattedrale dell'arcidiocesi di New York, dove monsignor Donnellan trascorse i primi anni del suo sacerdozio. I punti di ermellino su entrambi i lati derivano dallo stemma del cardinale Francis Joseph Spellman, cardinale e arcivescovo di New York, dal quale l'arcivescovo Donnellan fu ordinato sacerdote e consacrato vescovo. Il capo, la parte superiore dello stemma, presenta due punte di lance e una croce di Sant'Andrea. Le punte di lancia ricordano che il patrono battesimale dell'arcivescovo, San Tommaso, fu martirizzato con questi strumenti. La croce di Sant'Andrea ricorda il secondo nome dell'arcivescovo. Si ritiene che Sant'Andrea, il fratello di San Pietro, sia stato martirizzato su una croce a forma di lettera X. Il motto, "Ministrare non ministrari" si traduce come "Servire, non essere servito". Il testo completo del versetto da cui deriva il motto recita: "...appunto come il Figlio dell'uomo, che non è venuto per essere servito, ma per servire e dare la sua vita in riscatto per molti" (Matteo 20,28). Un motto esprime brevemente un ideale, un piano di vita e lo spirito di chi lo seleziona. Dietro lo stemma è posta la croce arcivescovile in oro con doppia traversa. Sopra lo scudo vi è un galero con dieci nappe su ogni lato in quattro file, tutte in verde. Il colore del cappello pontificio e il numero e il colore delle nappe erano segni del grado di prelato, un'usanza che è ancora conservata nell'araldica ecclesiastica. |